# Храм Владимирской иконы Божией Матери (Старое Никулино)
Храм Влади́мирской ико́ны Бо́жией Ма́тери — бывшая приходская церковь в селе Старое Никулино, Цильнинского района Ульяновской области, Симбирской епархии Симбирской митрополии Русской православной церкви.

## История
В 1660 году в селе была построена первая деревянная церковь в честь иконы Казанской Божией Матери. Но она сгорела, и долгое время в селе была только часовня. В ней хранилось старинное распятие, с рельефным изображением распятого Христа, почти в натуральную величину. Строительство нового храма было связано с двумя важными для сельчан событиями. Первое — явление чудотворной иконы Владимирской Божией Матери в источнике в соседней деревне Дубёнки (ныне не существует), а второе — победа России в Отечественной войне 1812 года над Наполеоном. У явленной иконы происходили многочисленные чудеса, и специально для неё у источника поставили часовню, а когда был построен храм, то один из пределов был назван в честь этой иконы.
Каменный храм был построен в 1817 году помещицей Надеждой Васильевной Краевской. Престолов три: главный (холодный) — в честь Владимирской иконы Божией Матери; в приделах (тёплые) — во имя Архистратига Божьего Михаила и во имя Святителя Митрофания Воронежского. Причт состоял из священника, дьякона и псаломщика.
В советское время храм закрыли, двойною колокольню разобрали.

## Святыни
- Чудотворная икона Владимирской Божией Матери, обретённая в источнике в соседней деревне Дубёнки[1].

## Духовенство
- С 1891 по 1895 годы в церкви Владимирской иконы Божией Матери служил иерей Покровский Николай Сергеевич и преподавал закон божий в местной земской школе[3].

## Галерея

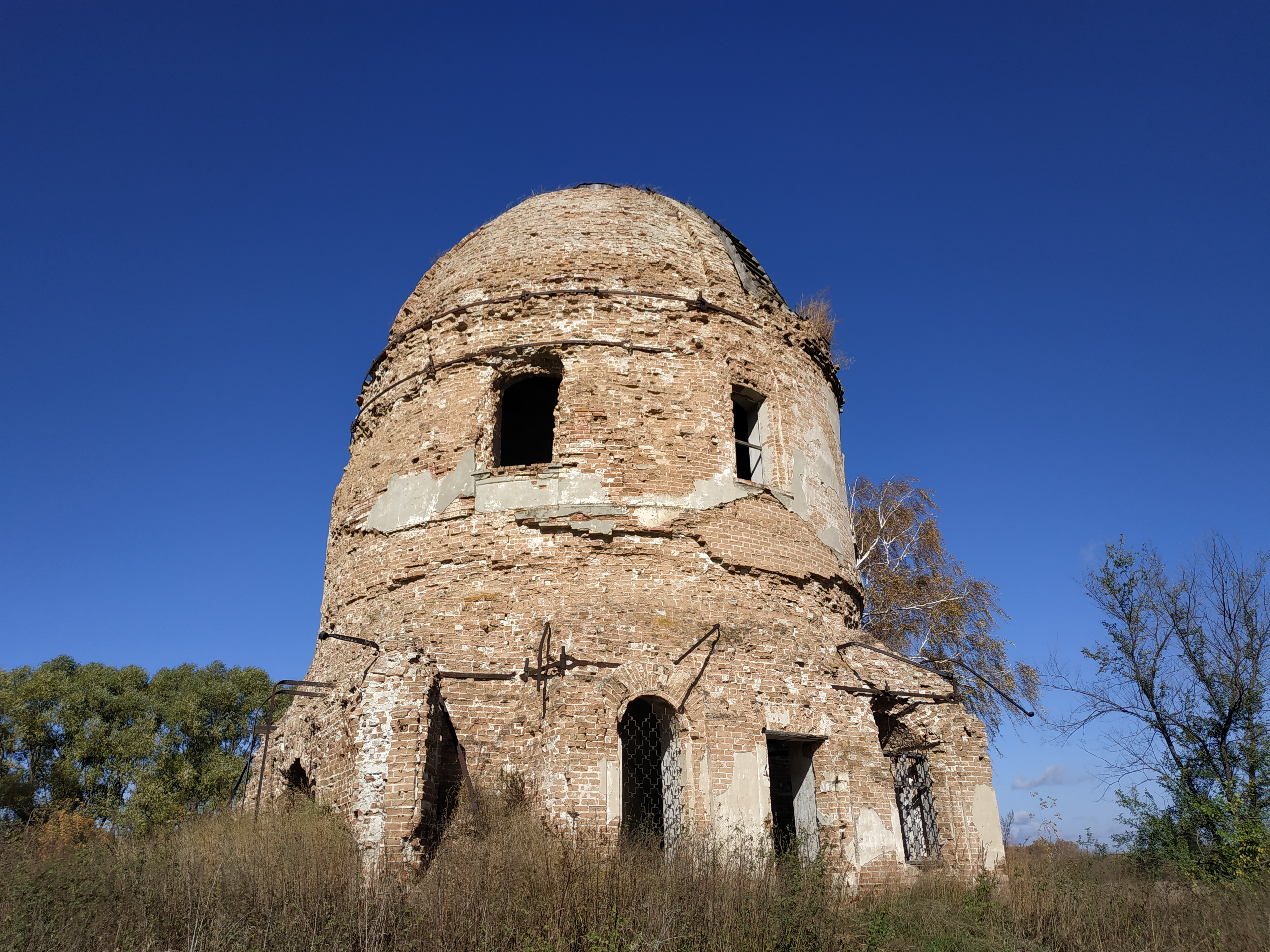
Церковь Владимирской иконы Божией Матери (2022).
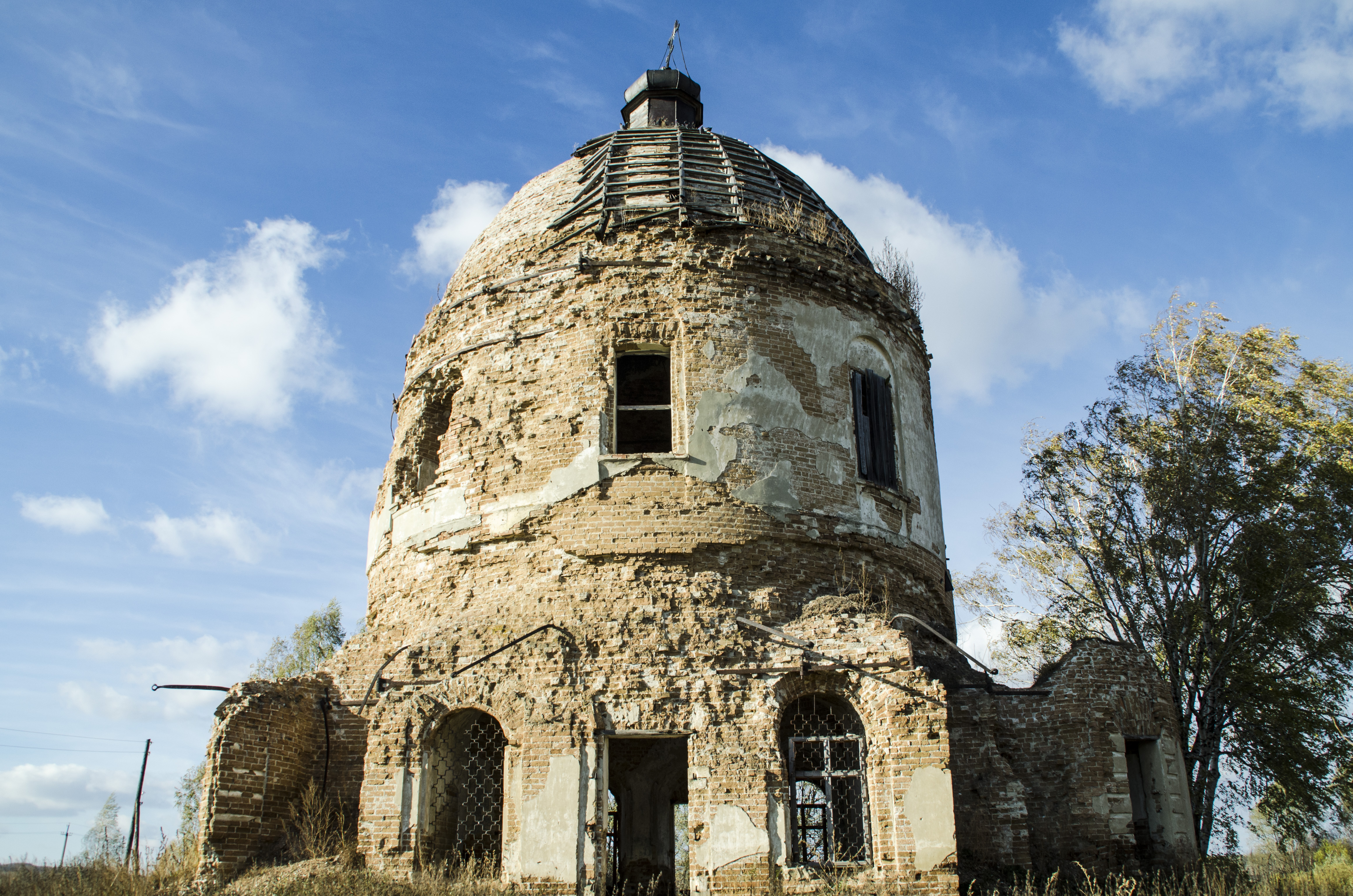
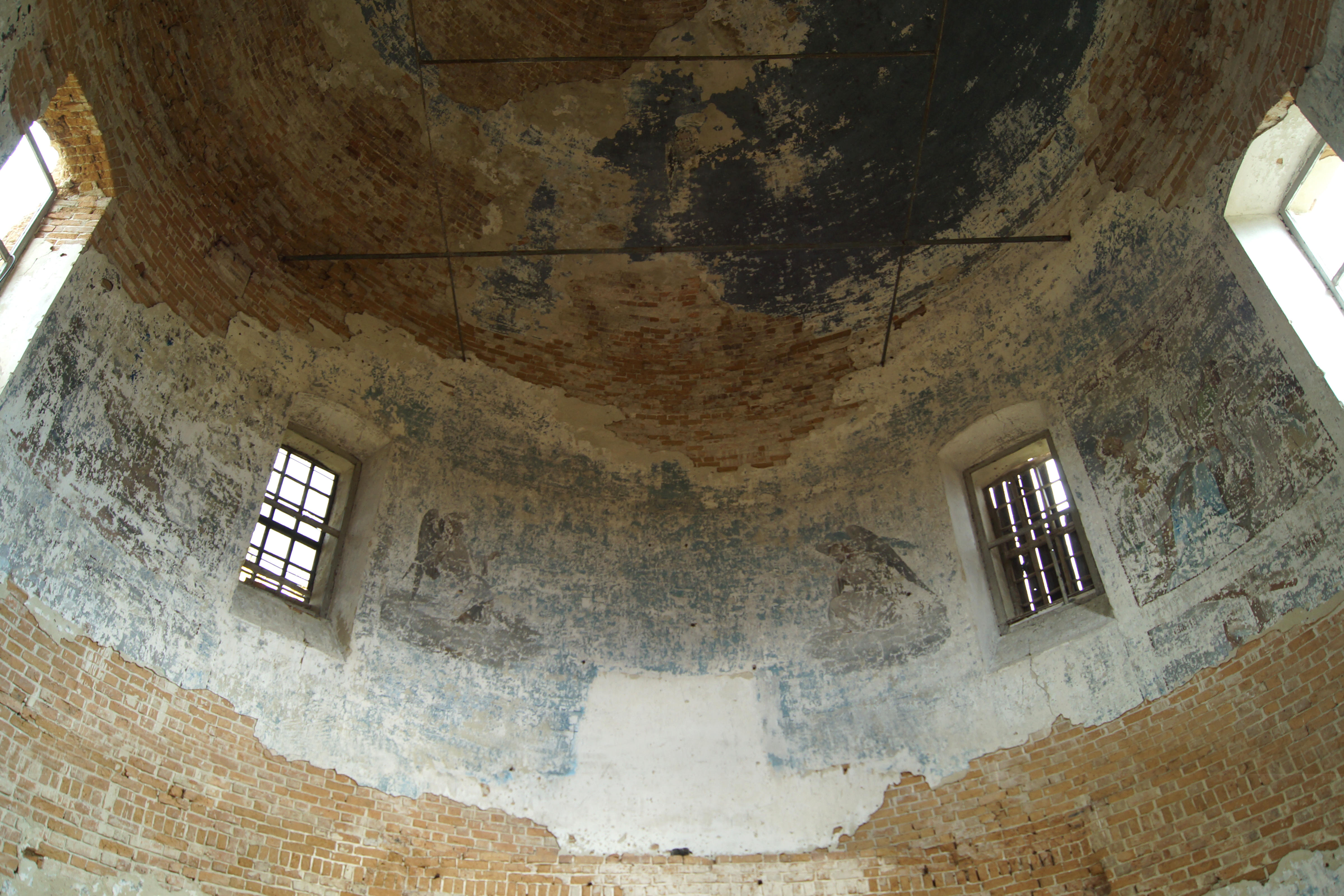
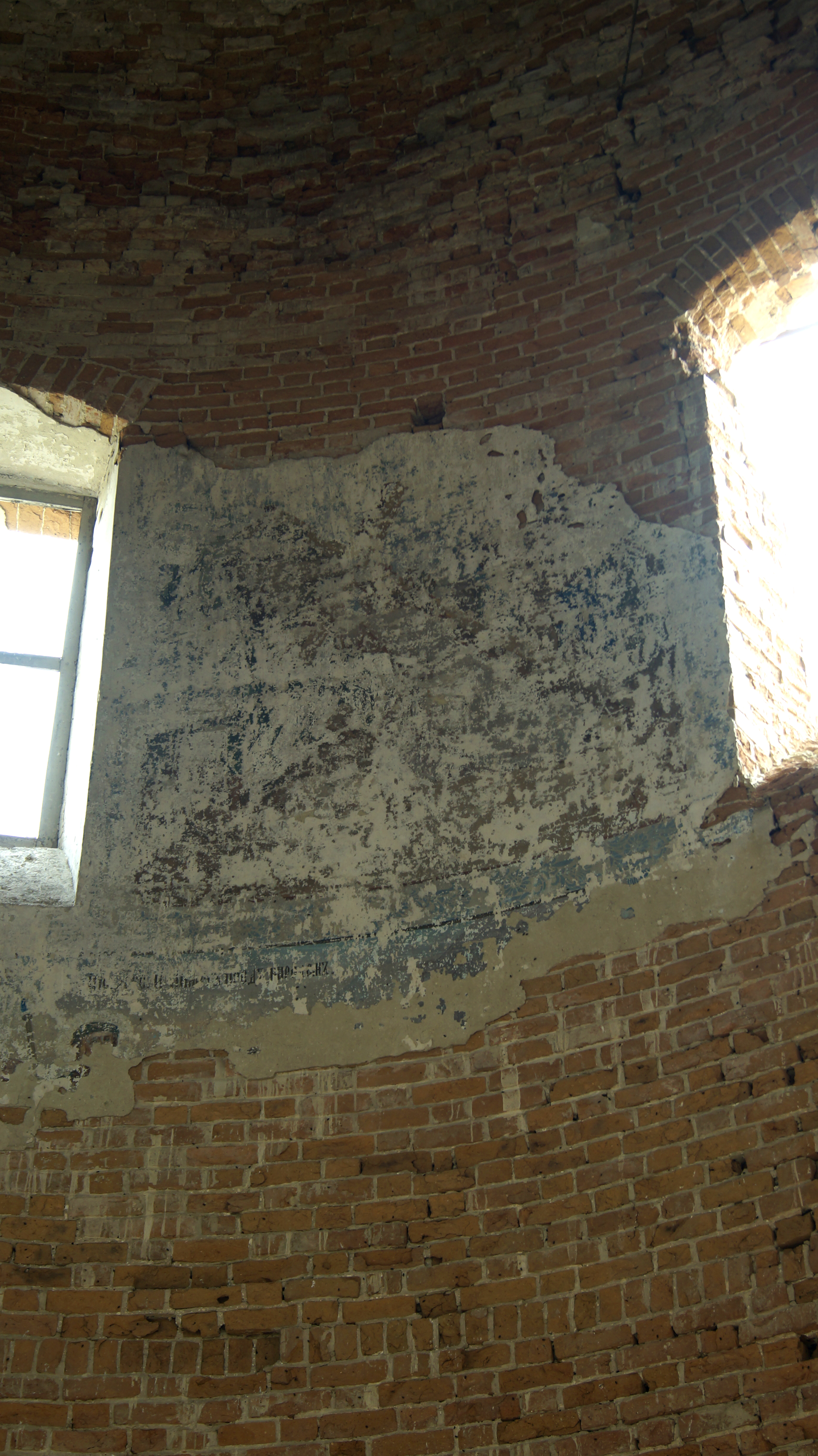
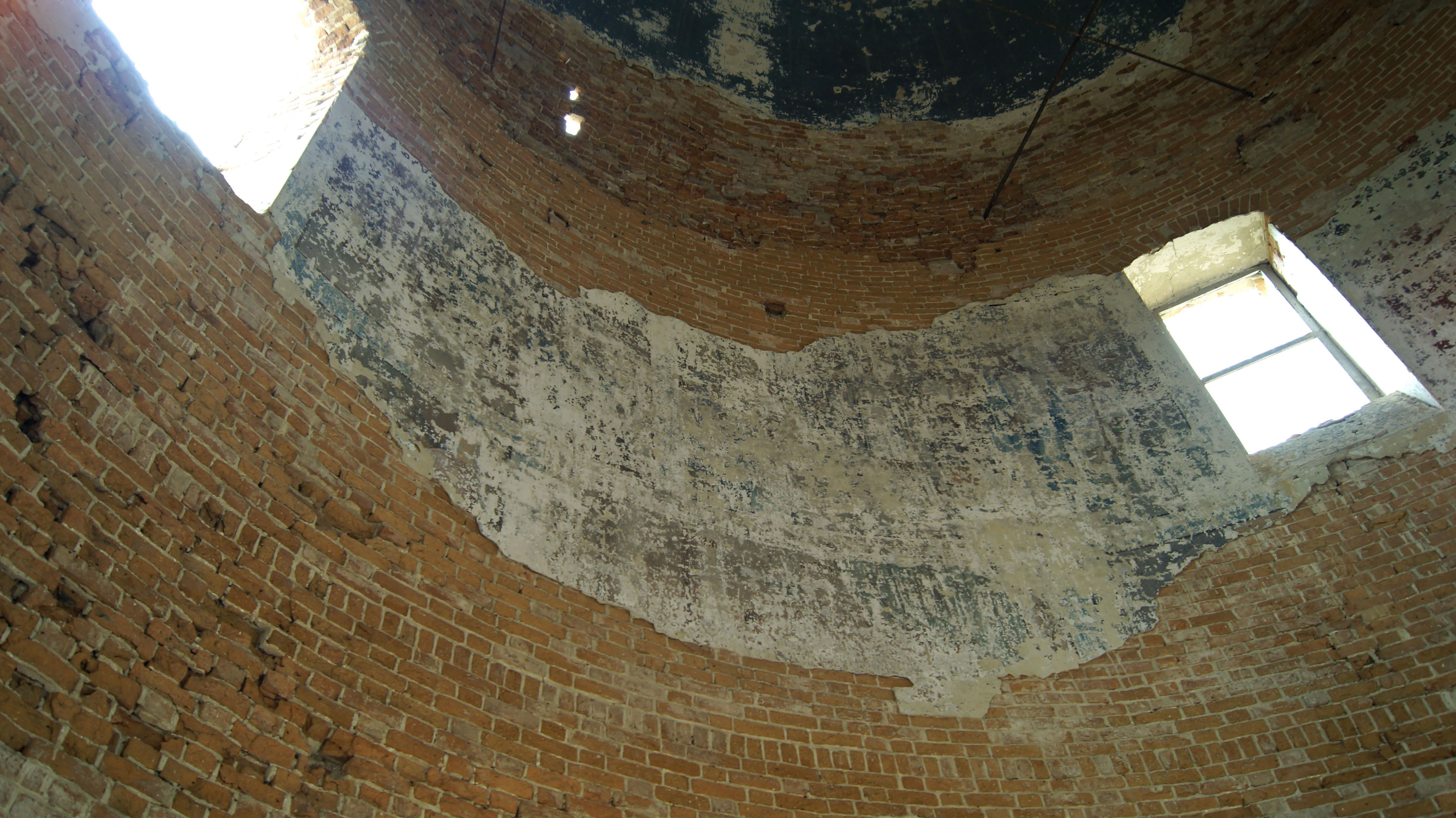
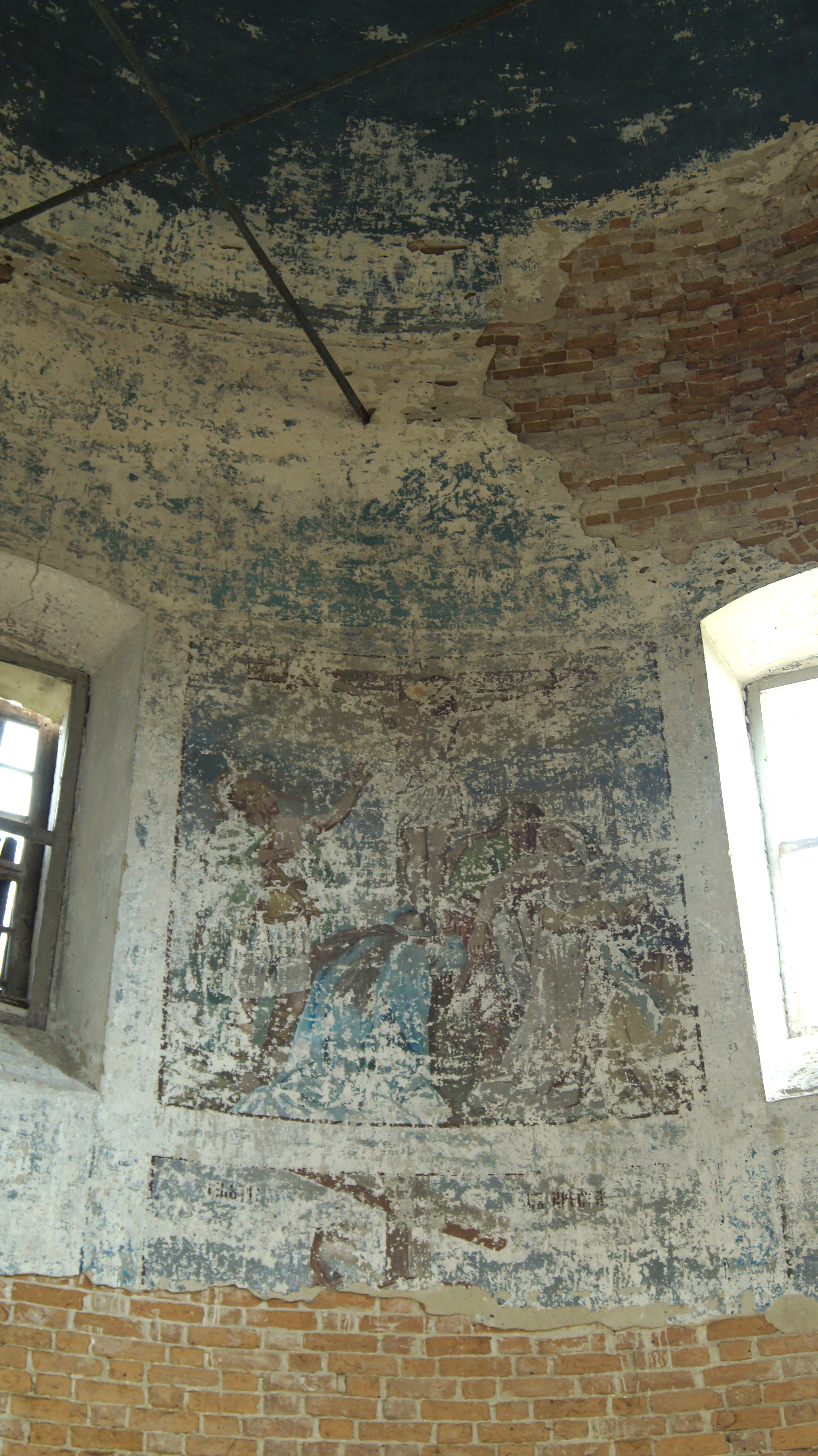
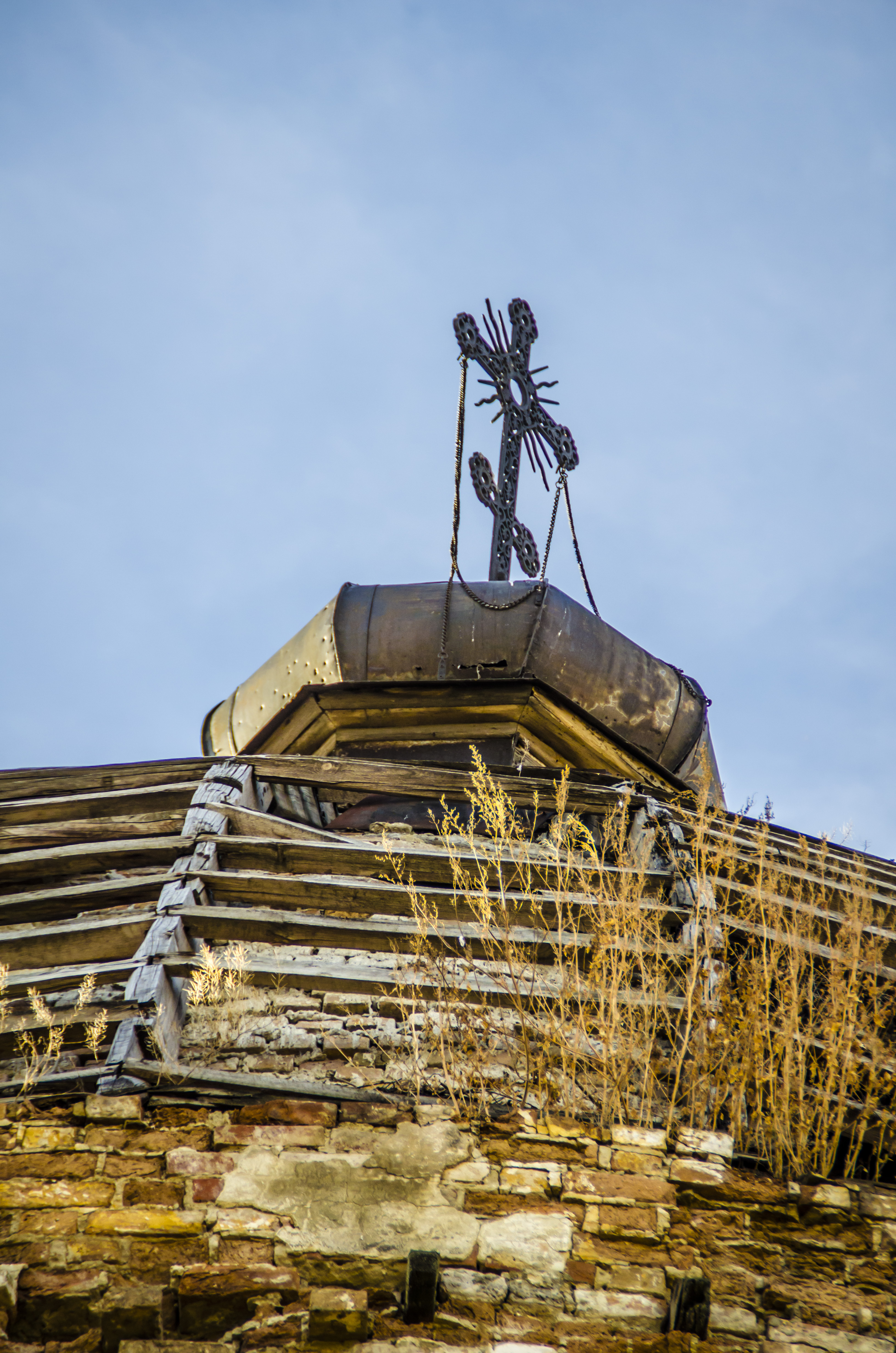
Крест на храме.
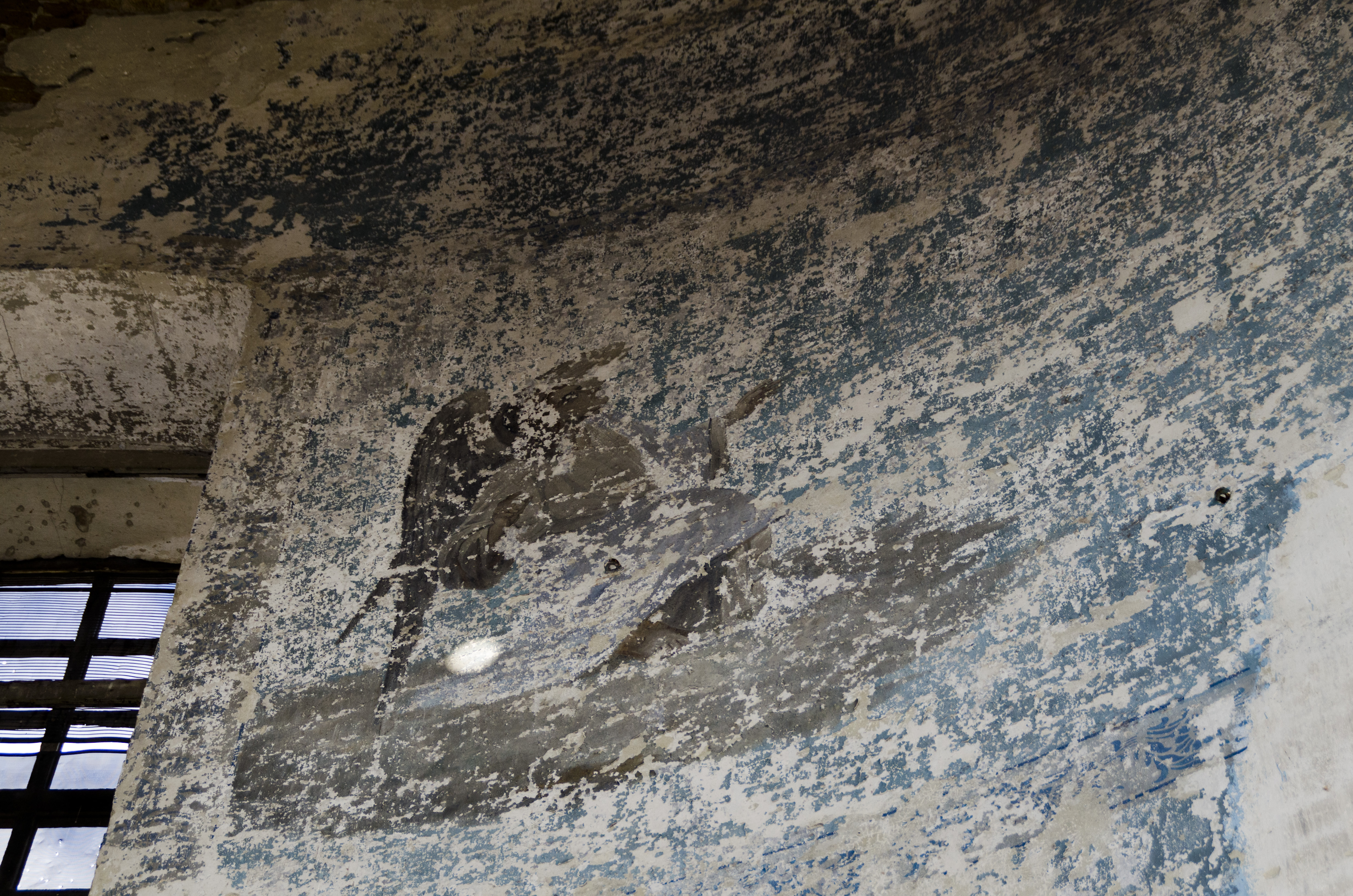
Фреска.
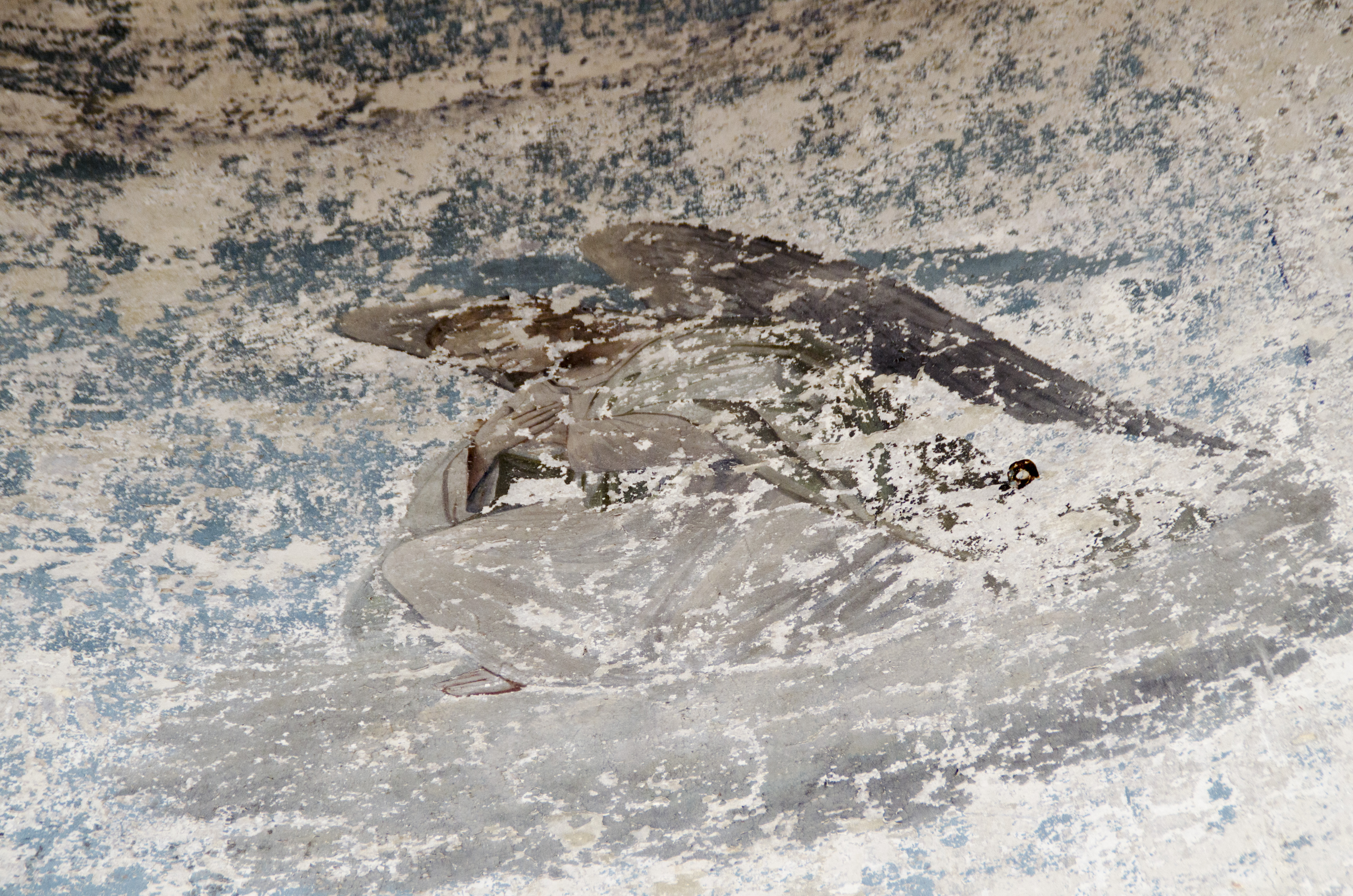
Фреска (Архистратиг Михаил).
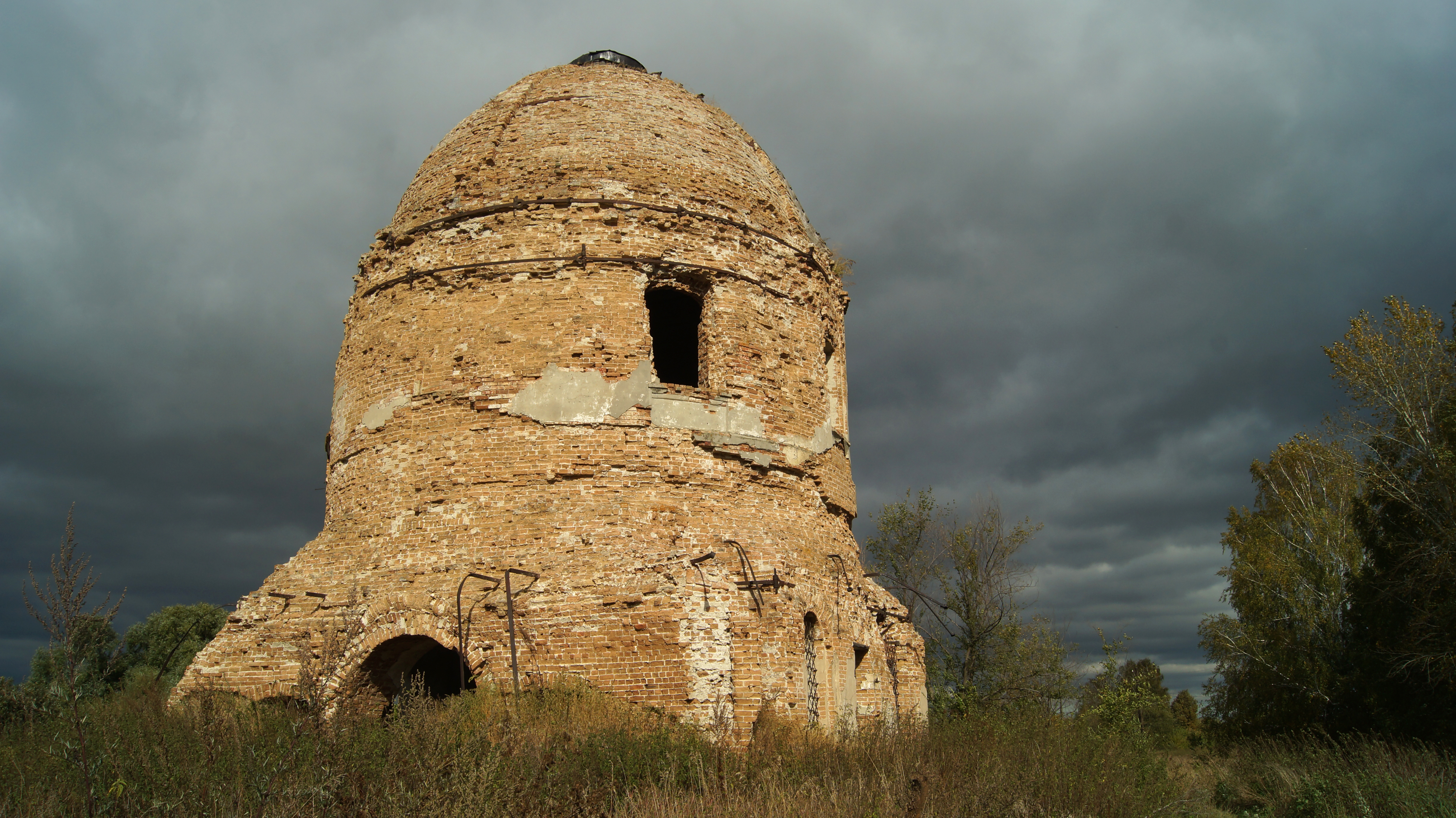
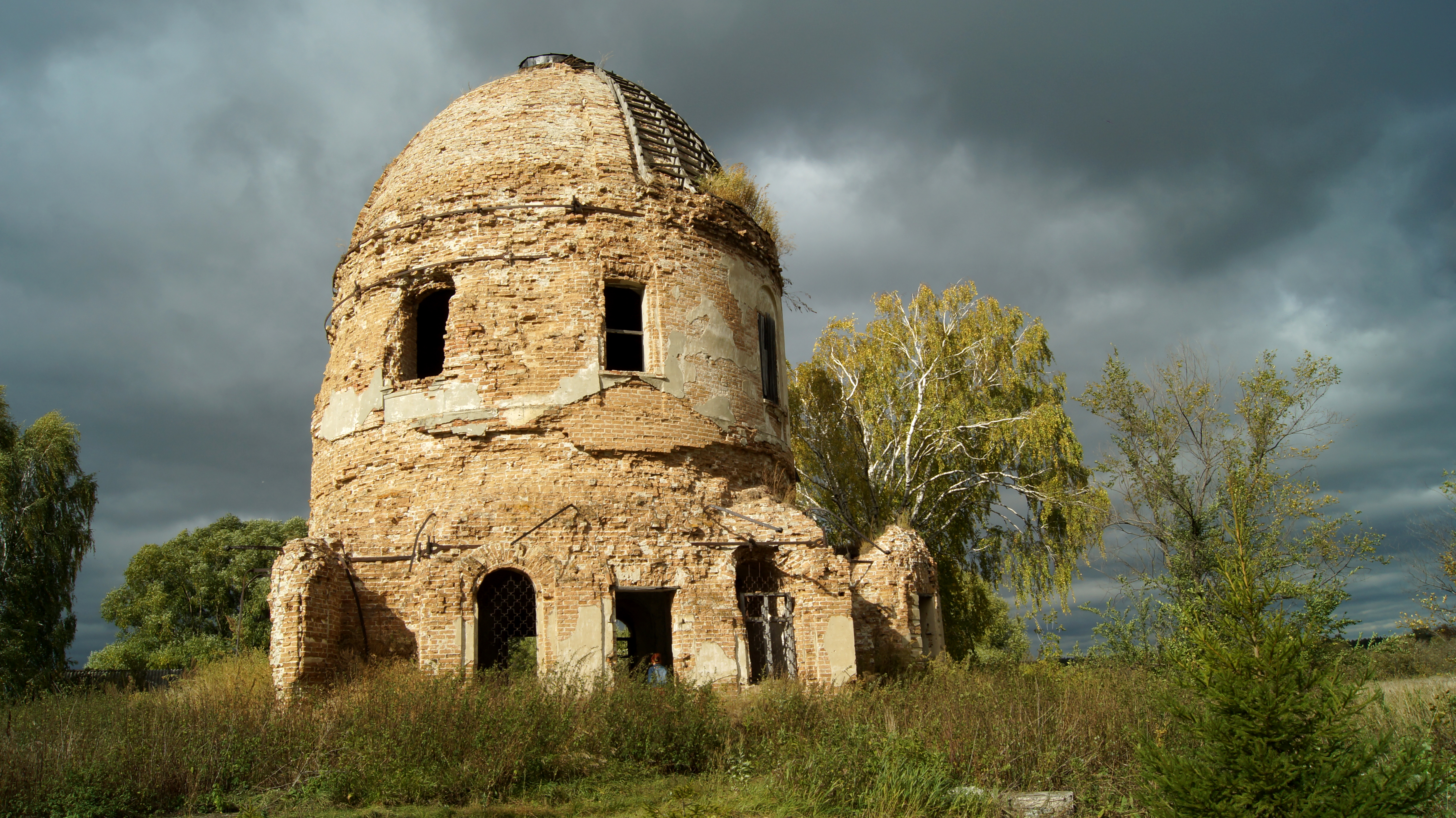
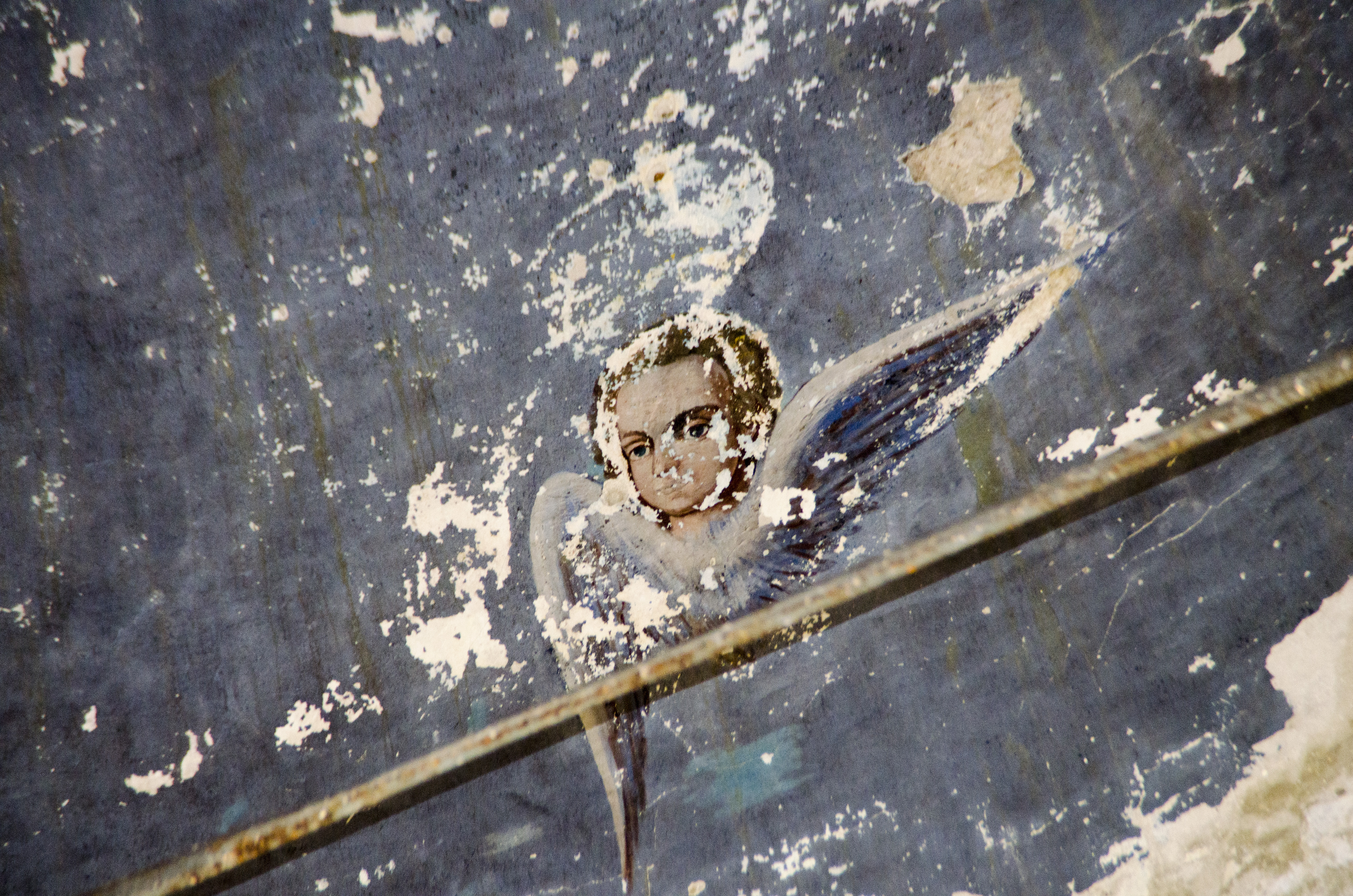
Фреска (Ангел).